# 고양백석초등학교
고양백석초등학교(高陽白石初等學校)는 대한민국 경기도 고양시 일산동구 백석동에 있는 공립 초등학교이다.

## 학교 연혁
- 1991년 3월 11일 백석국민학교 36학급 설립인가
- 1992년 9월 1일 초대 김종하 교장 취임
- 1992년 9월 4일 개교
- 1996년 3월 1일 고양백석초등학교로 개명
- 2011년 3월 1일 제6대 조질승 공모교장 취임
- 2014년 2월 18일 제22회 졸업(227명) 누계 7,724명
- 2014년 3월 1일 32학급 편성
- 2014년 3월 19일 돌봄교실 2실 신축(사랑반, 행복반) 및 교내 울타리 보수공사
- 2014년 7월 10일 체육놀이시설 5종 및 모래놀이장 설치
- 2015년 2월 24일 화장실 현대화사업 및 23회 졸업식(졸업생178명, 누계7,902명)
- 2015년 3월 1일 32학급 편성(857명) 및 고양백석초 병설유치원 개원(5세반 1실)
- 2015년 3월 1일 제7대 양숙자 교장 취임
- 2015년 3월 9일 병설유치원 개원 및 입학식
- 2015년 12월 1일 체육관 건립 공사
- 2016년 2월 18일 제24회 졸업(172명, 누계 8,074명)
- 2016년 3월 1일 30학급(돌봄3학급), 병설유치원 1학급 편성
- 2016년 9월 20일 흰돌아우름 개관식
- 2017년 2월 10일 제25회 졸업식(153명, 누계 8227명)
- 2017년 3월 2일 29학급(돌봄3학급), 병설유치원 1학급 편성

## 참고 문헌
- 고양백석초등학교 - 한국교육학술정보원 학교알리미

## 같이 보기
- 고양백석초등학교 축구단